# Shane Lowry (golf)
Shane Lowry, né le 2 avril 1987 à Mullingar, est un golfeur professionnel irlandais évoluant sur le PGA Tour et l'European Tour. En 2019, il remporte son premier tournoi majeur, l'Open britannique.

## Biographie
Il est nommé porte-drapeau de la délégation irlandaise aux Jeux olympiques d'été de 2024 à Paris aux côtés de l'athlète Sarah Lavin

## Victoires Professionnelles (5)

### Victoires sur le PGA Tour (2)
| Legend                               |
| Tournois Majeurs (1)                 |
| Autres victoires sur le PGA Tour (3) |

| No. | Date            | Tournois                     | Score           | Rapport au par | Ecart de victoire | Adversaire(s)   |
| --- | --------------- | ---------------------------- | --------------- | -------------- | ----------------- | --------------- |
| 1   | 9 août 2015     | WGC-Bridgestone Invitational | 70-66-67-66=269 | −11            | 2 strokes         | Bubba Watson    |
| 2   | 21 juillet 2019 | Open britannique             | 67-67-63-72=269 | −15            | 6 strokes         | Tommy Fleetwood |

## Championnats majeurs

### Résultats par saison
| Tournament            | 2010 | 2011 | 2012 | 2013 | 2014 | 2015 | 2016 | 2017 | 2018 | 2019 |
| --------------------- | ---- | ---- | ---- | ---- | ---- | ---- | ---- | ---- | ---- | ---- |
| Masters               |      |      |      |      |      | CUT  | 39e  | CUT  |      | CUT  |
| Open américain        |      | CUT  |      |      | CUT  | T9   | T2   | T46  | CUT  | T28  |
| Championnat de la PGA | CUT  |      |      | T57  | T46  | CUT  | CUT  | T48  | T12  | T8   |
| Open britannique      | T37  |      |      | T32  | T9   | CUT  | CUT  | CUT  | CUT  | 1    |

| Tournoi               | 2020 | 2021 | 2022 | 2023 | 2024 |
| --------------------- | ---- | ---- | ---- | ---- | ---- |
| Masters               | T25  | T21  | T3   | T16  | T43  |
| Open américain        | T43  | T65  | CUT  | T20  | T19  |
| Championnat de la PGA | T66  | T4   | T23  | T12  | T6   |
| Open britannique      |      | T12  | T21  | CUT  |      |

- Victoire
- Top 10
- Did not play, non disputé
- CUT : éliminé après les deux premiers tours d'un tournoi
- T : Place partagée